# مازدا كابيلا
مازدا كابيلا (بالإنجليزية: Mazda Capella)‏ هي سيارة من تصنيع شركة مازدا.

## معرض صور

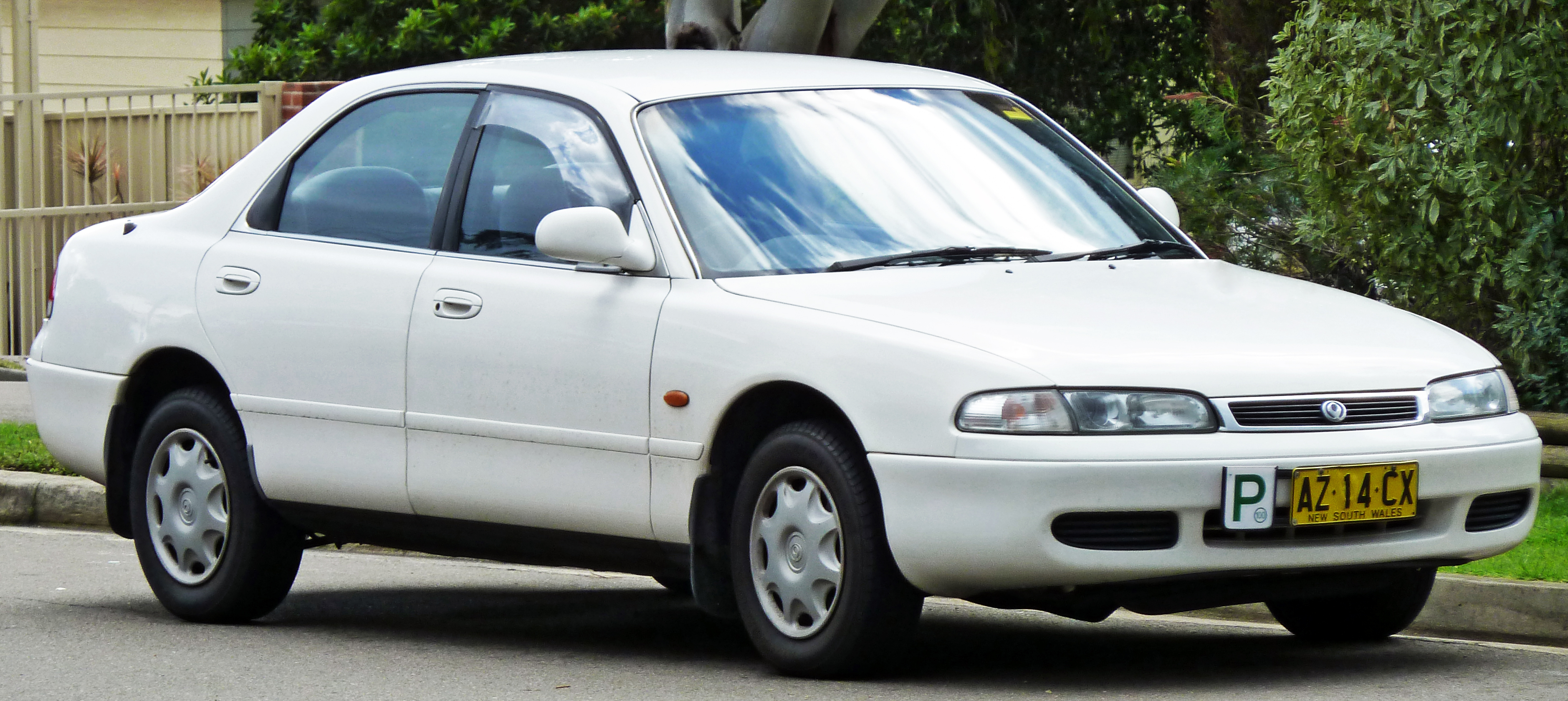
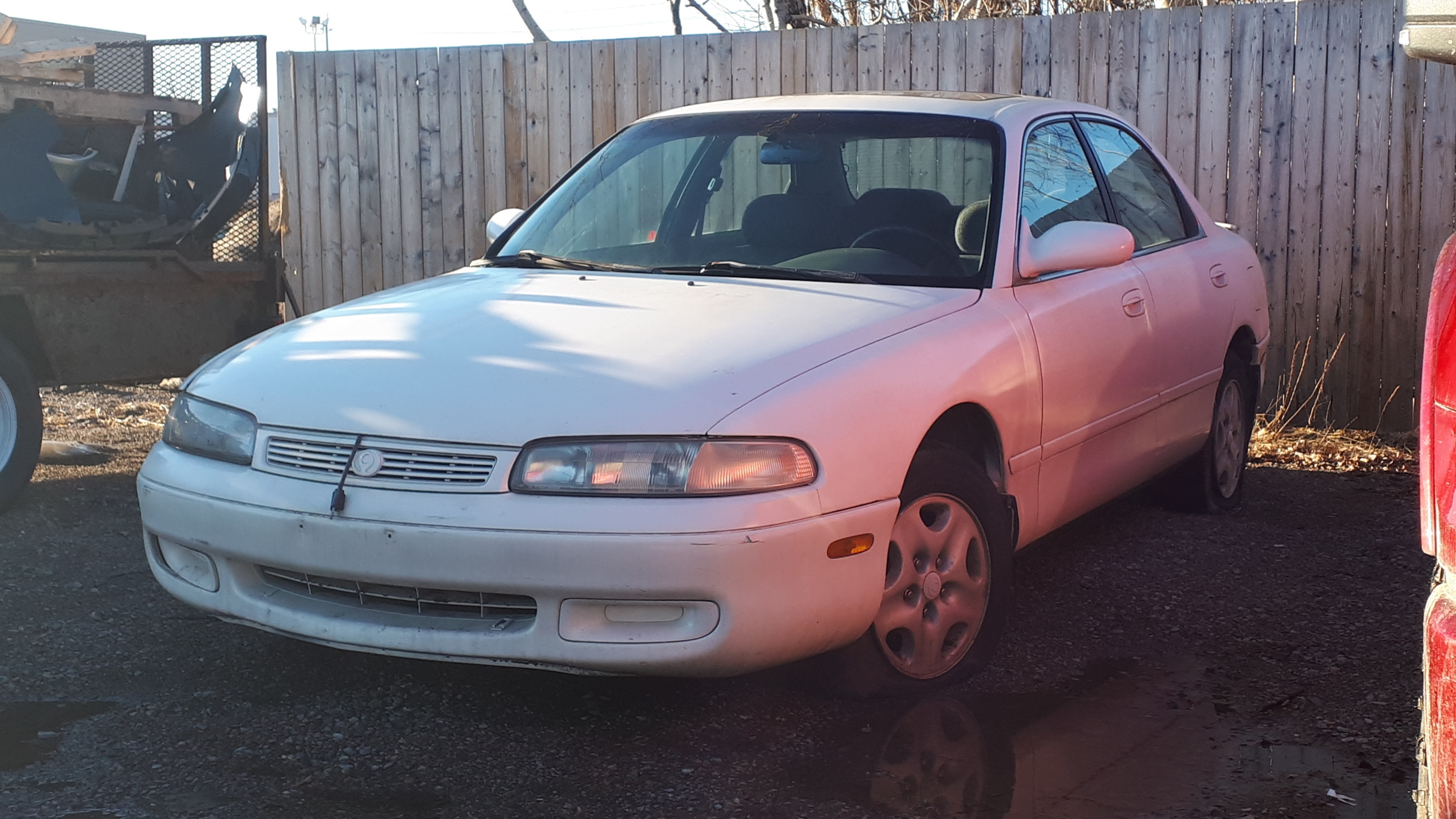
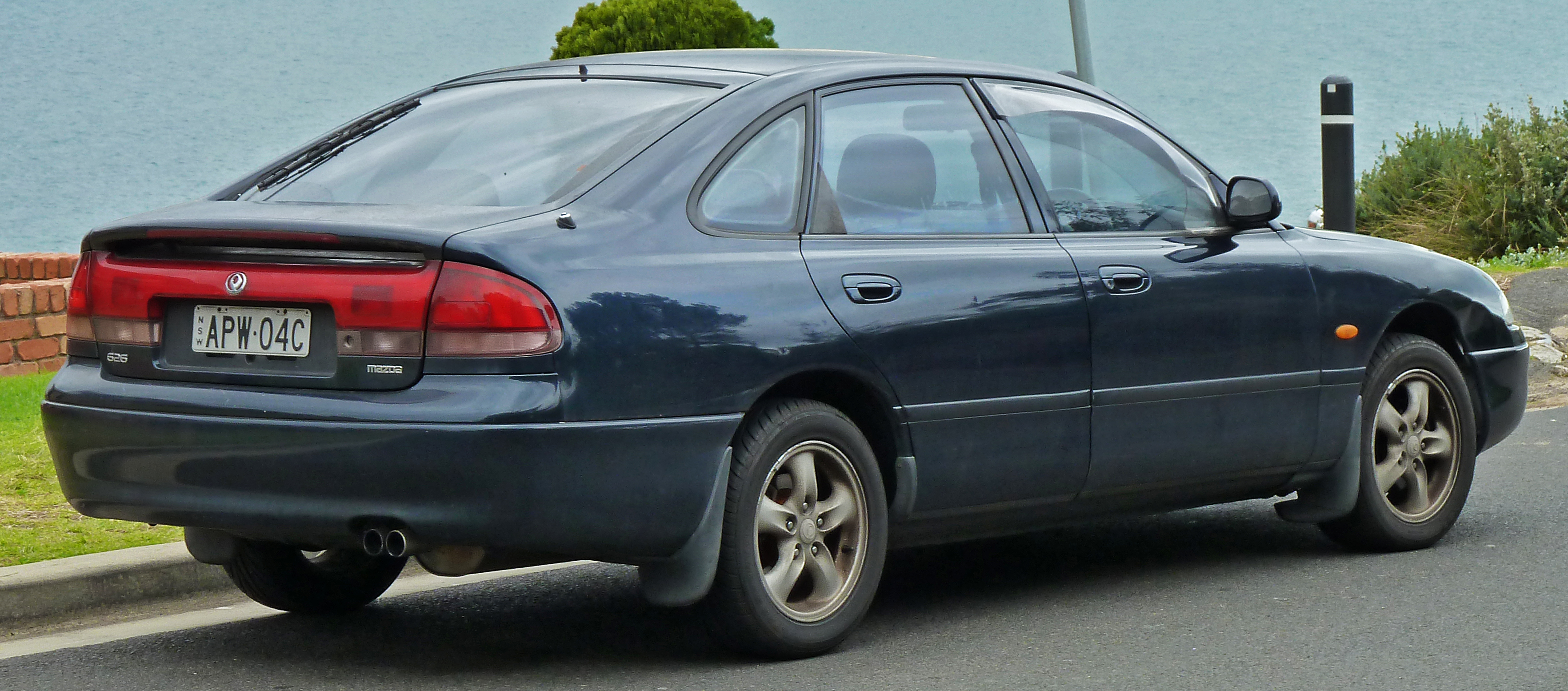
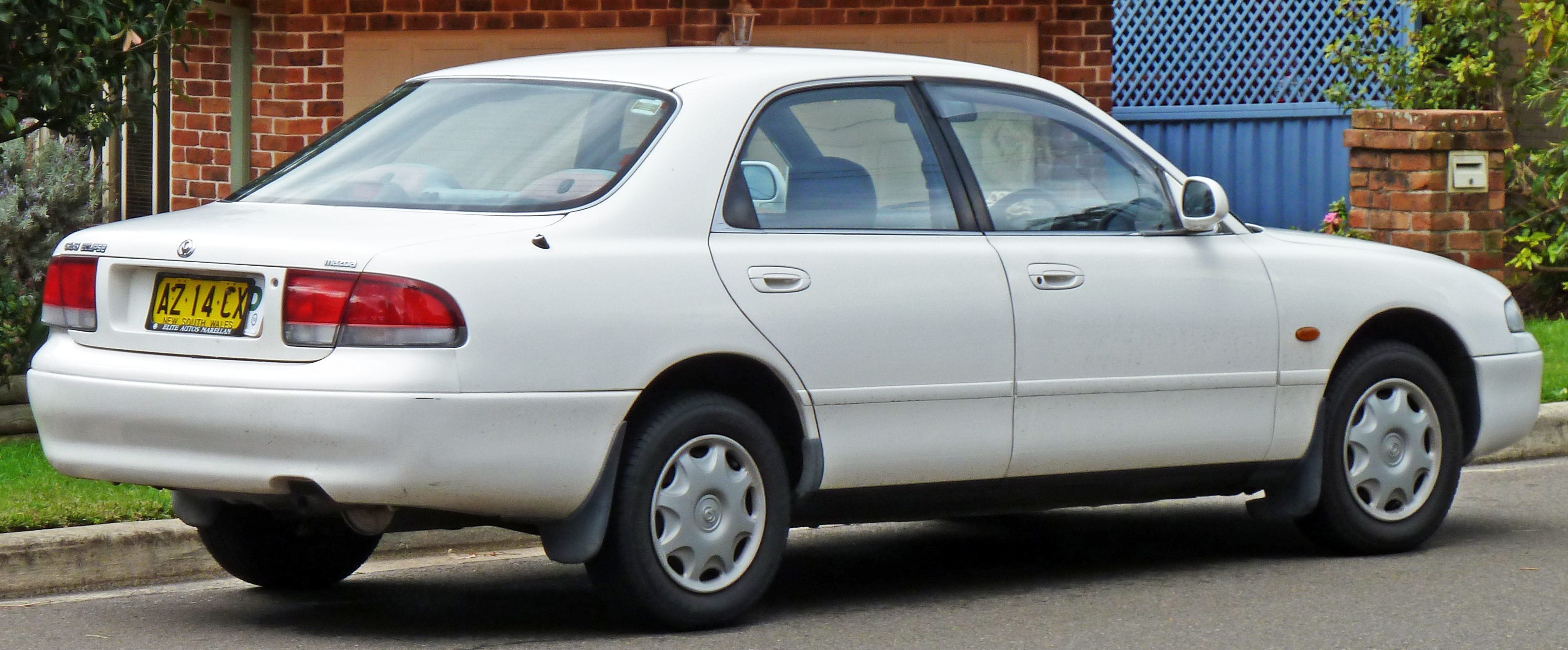